# سوسانا فان لي
سوسانا فـان لي هي راقصة باليه وممثلة هولندية، ولدت في 1630، وتوفيت في 1700.